# Frutarom
Frutarom (hebräisch פְרוּטָרוֹם תַּעֲשִׂיּוֹת בָּעָ״מ Frūṭarōm Taʿassijjōt BʿA"M) ist ein international tätiges Unternehmen mit Sitz in Israel. Frutarom beschäftigt insgesamt 2000 Personen und verfügt über rund 60 Fabrikationsstätten in den Vereinigten Staaten, in Großbritannien, der Schweiz, Deutschland, Israel, Dänemark, China und weiteren Ländern.
Die Produktpalette umfasst Frucht- und Gemüsezubereitungen (Halbfabrikate), Zusatzstoffe für Lebensmittel, Functional Food, Getränke, Aroma, Duft und Pharmazeutika sowie Kosmetika.
Im Mai 2018 wurde Frutarom vom US-amerikanischen Konkurrenten International Flavors & Fragrances für 7,1 Milliarden Dollar übernommen.

## Standorte
Die Frutarom Savory Solutions GmbH betreibt Gewürzmühlen in Bramstedt, Sittensen und Korntal-Münchingen.
Am Standort Emmerich am Rhein stellen ca. 70 Mitarbeiter bei der Frutarom Germany GmbH Fruchtzubereitungen für die milchverarbeitende Industrie, für Backwarenhersteller und andere Lebensmittelbetriebe her. Dieses Werk gehörte bis 2004 zu IFF.
In der Frutarom Savory Solutions Austria GmbH mit Sitz in Salzburg bündelt der Konzern seit Februar 2017 seine durch Übernahme erworbenen und weiterhin am Markt präsenten Marken Gewürzmüller, Gewürzmühle Nesse und Wiberg.
Die Frutarom Switzerland Ltd hat Standorte in Wädenswil und in Reinach.